# Condado de Warwick
El título nobiliario de Conde de Warwick /ˈwɒɹɪk/ es uno de los más antiguos que existen en el Reino Unido. Nació en Inglaterra en 1088, pocos años después de la conquista normanda liderada por Guillermo el Conquistador. A diferencia de otros títulos nobiliarios, este podía ser adquirido por vía femenina, por lo que pasó a diversas familias durante los primeros años. Está asociado tradicionalmente con el Castillo de Warwick, uno de los bienes que están adscritos al título. 
Por más de 18 personas se transfirió el título, hasta que producto de la traición cometida por Eduardo Plantagenet, el título fue prohibido en 1499. Dos años después, el Duque de Northumberland recibió la designación, pero por una nueva traición de este último el ducado fue prohibido, aunque se le permitió recibir al heredero el título de Conde de Warwick. La línea sucesoria se extinguió en 1759, recibiendo una nueva creación el entonces Conde de Brook, aunque este último logró unir ambos títulos al de Warwick, mucho más antiguo y con mayor prestigio.
El más conocido de los Condes de Warwick fue tal vez Ricardo Neville, también conde de Salisbury, quién pasó a la historia con el título de "The Kingmaker" ("el Hacedor de Reyes"), producto de la gran influencia que tuvo sobre los reyes Enrique VI y Eduardo IV de Inglaterra.

## Lista de Condes de Warwick
|                                   | Titular                           | Periodo                           |
| Primera creación por Guillermo II | Primera creación por Guillermo II | Primera creación por Guillermo II |
| --------------------------------- | --------------------------------- | --------------------------------- |
| i                                 | Henry de Beaumont                 | 1088-1119                         |
| ii                                | Roger de Beaumont                 | 1119-1153                         |
| iii                               | William de Beaumont               | 1153-1184                         |
| iv                                | Waleran de Beaumont               | 1184-1204                         |
| v                                 | Henry de Beaumont                 | 1204-1229                         |
| vi                                | Thomas de Beaumont                | 1229-1242                         |
| vii                               | Margaret de Beaumont              | 1242-1253                         |
| viii                              | William Mauduit                   | 1253-1268                         |
| ix                                | William de Beauchamp              | 1268-1298                         |
| x                                 | Guy de Beauchamp                  | 1298-1315                         |
| xi                                | Thomas de Beauchamp               | 1315-1369                         |
| xii                               | Thomas de Beauchamp               | 1369-1401                         |
| xiii                              | Richard de Beauchamp              | 1401-1439                         |
| xiv                               | Henry de Beauchamp                | 1439-1446                         |
| xv                                | Anne de Beauchamp                 | 1446-1449                         |
| xvi                               | Anne de Beauchamp                 | 1449-1492                         |
| xvii                              | Eduardo Plantagenet               | 1492-1499                         |
| Segunda creación por Eduardo VI   |                                   |                                   |
| i                                 | John Dudley                       | 1547-1553                         |
| ii                                | John Dudley                       | 1553                              |
| iii                               | Ambrose Dudley                    | 1561-1590                         |
| Tercera creación por Jacobo I     |                                   |                                   |
| i                                 | Robert Rich                       | 1618-1619                         |
| ii                                | Robert Rich                       | 1619-1641                         |
| iii                               | Robert Rich                       | 1641-1659                         |
| iv                                | Robert Rich                       | 1659-1673                         |
| v                                 | Robert Rich                       | 1673-1675                         |
| vi                                | Robert Rich                       | 1675-1701                         |
| vii                               | Robert Rich                       | 1701-1721                         |
| viii                              | Robert Rich                       | 1721-1759                         |
| Cuarta creación por Jorge II      |                                   |                                   |
| i                                 | Francis Greville                  | 1759-1773                         |
| ii                                | George Greville                   | 1773-1816                         |
| iii                               | Henry Greville                    | 1816-1853                         |
| iv                                | George Greville                   | 1853-1893                         |
| v                                 | Francis Greville                  | 1893-1924                         |
| vi                                | Leopold Greville                  | 1924-1928                         |
| vii                               | Charles Greville                  | 1928-1984                         |
| viii                              | David Greville                    | 1984-1996                         |
| ix                                | Guy Greville                      | 1996-presente                     |

- Datos: Q202802
- Multimedia: Earls of Warwick / Q202802